# 灰鹀
灰鹀（学名：Emberiza variabilis）为雀科鹀属的鸟类，俗名黑蒿鸟。其种加词“variabilis”意为“变化的”。体长16-17.5厘米。喙短，呈圆锥形，坚实而尖；切缘微向内曲。鼻孔半遮以短额须。翅颇发达，第一枚初级飞羽常退化，第2-5枚近乎等长。爪弯曲，后爪短于后趾。夏羽的整体羽毛为灰黑色，雄成鸟背羽有黑色纵斑，次级及三及飞羽有褐色羽缘。雌鸟整体羽毛为褐色，背部有黒褐色的纵斑，头央线及眉斑为淡褐色。喉部至尾部为淡黄褐色带有褐色纵斑、尾羽外侧无白色。
灰鹀每年5-8月育雏，以树枝上的昆虫育雏。分布于勘察加半岛、萨哈林岛、乌苏里斯克、日本以及中国江苏、宁夏等地。
灰鹀属于国家保护的有益的或者有重要经济、科学研究价值的陆生野生动物 。

## 亚种

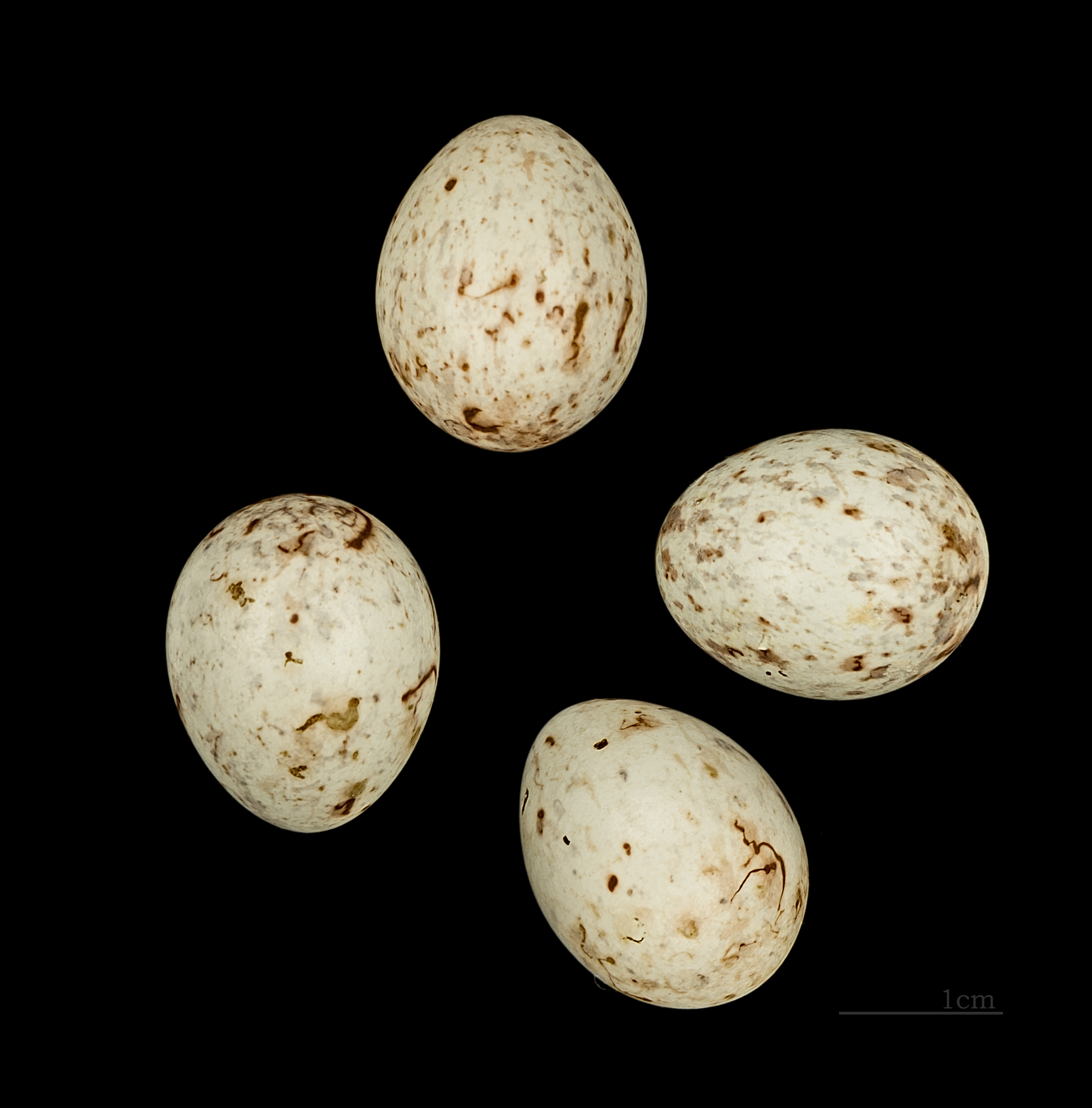
Emberiza variabilis

- Emberiza variabilis subsp. musica (Kittlitz, 1858)
- 指名亚种 Emberiza variabilis subsp. variabilis Temminck, 1836

## 形态特征
雄性成鸟：上体从头至上背石板灰色，头和头侧的羽尖烟褐色；肩羽褐，羽缘黄褐而先端有黑褐色斑点；下背、腰和尾上覆羽纯烟灰色；尾羽黑褐，中央一对的边缘栗色，最外一对尾羽内翈淡灰，羽尖近白色；翼覆羽和三级飞羽深褐色，覆羽羽缘石板灰色，先端红褐，内侧次级飞羽羽缘和先端均红褐；飞羽石板灰色，外缘棕色；下体烟灰色，腹部中央灰白色；尾下覆羽暗灰，具白色边缘；腋羽和翼下覆羽均烟灰色。 
雄性成鸟（秋羽）：上体各羽具锈褐色羽缘，腹面浅灰色。
雌性成鸟（春羽）：上体黄褐色，头部二条纵带和耳羽均为锈褐色，背上有黑色纵纹，尾上覆羽呈锈红色；尾羽褐色，中央一对尾羽沾锈红色，其余尾羽具锈色窄缘；飞羽角褐，羽缘褐色，中和大覆羽的羽端色较浅，内侧次级飞羽的羽缘锈色；下体污白，具橄榄褐色斑纹，两胁的斑纹较宽，在胸部形成橄榄色胸带。 
虹膜褐色；嘴暗黑色，下嘴肉褐色；脚肉褐色。
大小量度：体重♂165-170克，嘴峰♂12-13.5毫米，♀11-15毫米；翅♂83-91毫米，♀74-90毫米；尾♂65-71毫米，♀60-81毫米；跗蹠♂20-22毫米，♀19-24毫米。（注：♂雄性；♀雌性） 

## 栖息环境
繁殖期栖息于山地针叶林和针阔叶混交林和林缘灌丛，冬季多栖息于竹林、灌丛和亚热带常绿阔叶林。

## 生活习性
繁殖期间多成对或单独活动，非繁殖期成3至8只小群活动。生性隐秘，藏匿于山区森林中的竹林及多荫的林下覆盖。鸣声为简单的短句接轻柔的拖长音。叫声为偏高的zhii声似灰头鹀。以植物种子为主食。

## 分布范围
分布于中国、日本、韩国、俄罗斯联邦和美国。繁殖于日本北部及堪察加南部，越冬至日本南部及琉球群岛。有记录偶见于中国东部沿海、台湾及宁夏的贺兰山。

## 繁殖方式
繁殖期在6至7月，营巢于地上草丛中或灌木低枝上，巢呈杯状，用细的枯枝、枯草、细根、树皮等材料组成，内垫有兽毛。每窝通常产卵5枚，卵白色或灰白色，被有小的黑褐色、灰青色或紫灰色斑点。

## 保护现状

##### 保护级别
列入中国国家林业局2000年8月1日发布的《国家保护的有益的或者有重要经济、科学研究价值的陆生野生动物名录》（第698项）。 
列入《世界自然保护联盟濒危物种红色名录》（IUCN） 2018年 ver 3.1——无危（LC）。 
种群现状
该物种分布范围广，不接近物种生存的脆弱濒危临界值标准（分布区域或波动范围小于20000平方公里，栖息地质量，种群规模，分布区域碎片化），种群数量趋势稳定，因此被评价为无生存危机的物种。 